# Namo Tualang
Namo Tualang is een bestuurslaag in het regentschap Deli Serdang van de provincie Noord-Sumatra, Indonesië. Namo Tualang telt 1844 inwoners (volkstelling 2010).